# Noyen-sur-Seine
Noyen-sur-Seine ist eine französische Gemeinde mit 376 Einwohnern (Stand 1. Januar 2022) im Département Seine-et-Marne in der Region Île-de-France. Sie gehört zum Arrondissement Provins und zum Kanton Provins. Die Einwohner nennen sich Noyennais.

## Geschichte
In einem Altlauf der Seine (Petite-Seine) wurden bei Kanalbauarbeiten in Noyen-sur-Seine im Abstand von 500 m zwei Einbäume entdeckt, von denen einer aus der Mittelsteinzeit stammt, der andere aus karolingischer Zeit. Auf dem Gemeindegebiet befindet sich in der Flur Le Haut des Nachères am Seine-Altlauf eine neolithische Grabenanlage mit Gruben im Innern. Sie gehören zu Chassey-Kultur, die Funde zeigen aber auch Michelsberg-Einflüsse.
Der Ort wird erstmals im 11. Jahrhundert urkundlich überliefert. Die Grundherrschaft wechselte häufig und kam schließlich im 18. Jahrhundert an die Familie Barentin de Montchal.

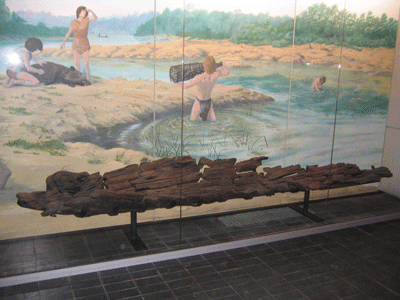
Einbaum von Nemours im Museum

## Bevölkerungsentwicklung
| Jahr      | 1962 | 1968 | 1975 | 1982 | 1990 | 1999 | 2007 | 2019 |
| Einwohner | 305  | 290  | 236  | 226  | 271  | 318  | 364  | 381  |

## Sehenswürdigkeiten

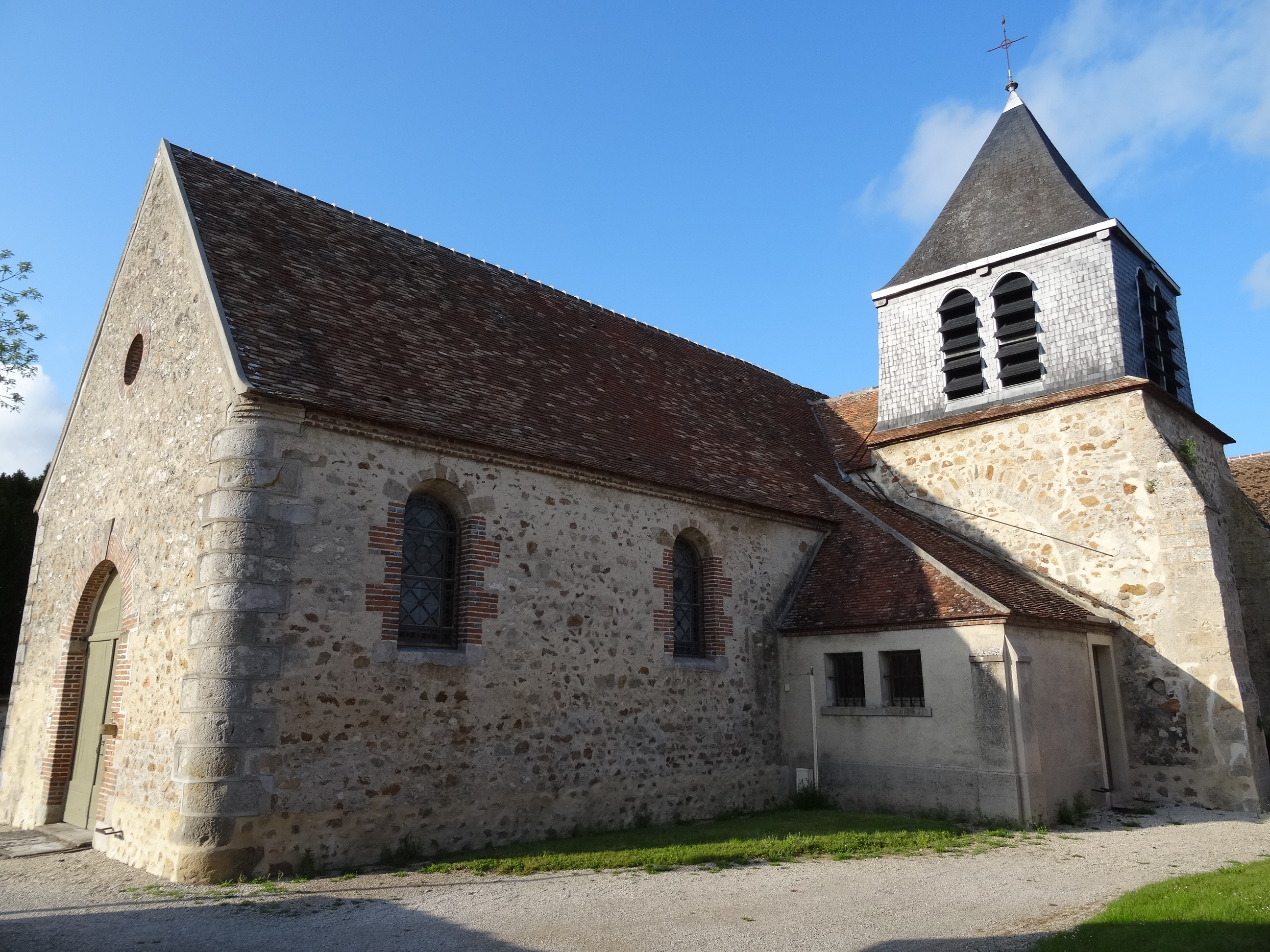
Kirche Saint-Blaise-Sainte-Vierge

Siehe auch: Liste der Monuments historiques in Noyen-sur-Seine
- Kirche Saint-Blaise-Sainte-Vierge, erbaut ab dem 11. Jahrhundert
- Rathaus, erbaut von 1870 bis 1872